# Jim Hunter
James Mark „Jungle Jim“ Hunter (* 30. Mai 1953 in Shaunavon, Saskatchewan) ist ein ehemaliger kanadischer Skirennläufer. In den 1970ern bildete er zusammen mit Dave Irwin, Dave Murray, Steve Podborski und Ken Read das Quintett der so genannten Crazy Canucks.

## Biografie
Seinen Beinamen „Jungle Jim“ verdankte er der Tatsache, dass er im Handstand Treppen hochstieg oder 100 Liegestützen durchführte (dies alles mit nur einer Hand), er bereitete sich spirituell auf die Rennen vor – er hatte immer eine Bibel bei sich – und war auch in ernster Musik (Beethoven) bewandert.
Im Gegensatz zu seinen Kollegen, die in den Abfahrten wesentlich erfolgreicher waren, startete Hunter auch im Riesenslalom und erzielte in dieser Disziplin zahlreiche Plätze in den Punkterängen. Seine ersten zwei waren es mit Rang 9 beim Riesenslalom in Heavenly Valley am 27. Februar 1971, zweimal wurde er in einem Riesenslalom (jeweils an einem 8. Dezember in Val d’Isère, u. zw. 1971 und 1974) Vierter. Noch erfolgreicher schnitt er in der Alpinen Kombination ab, in der er bei den Olympischen Winterspielen in Sapporo sogar eine Bronzemedaille gewann (dieser Wettbewerb zählte allerdings lediglich als Weltmeisterschaft). Vier Jahre später wurde er bei den Olympischen Winterspielen in Innsbruck Zehnter in der Abfahrt.
Nachdem seine beste Abfahrtsplatzierung Rang 4 am 22. Dezember 1973 in Schladming gewesen war, erzielte er in seiner letzten aktiven Rennsaison 1975/76 in Wengen den 3. Platz in der Abfahrt am 10. Januar 1976. Eine schwere Rückenverletzung, die er bei einem Sturz in der Abfahrt bei den kanadischen Meisterschaften erlitten hatte, beendete seine Karriere vorzeitig. In deren Verlauf hatte er zehn kanadische Meistertitel gewonnen (Riesenslalom 1971, 1973, 1975, 1976, 1977; Slalom 1975, 1976; Kombination 1975, 1976, 1977).